# فيرا بريجنيفا
فيرا بريجنيفا (بالأوكرانية: Віра Брежнєва) مطربة روسية ذات أصول أوكرانية، ولدت في 3 فبراير 1982 في مدينة دنيبرودزرجينسك الأوكرانية. في طفولتها مارست فيرا الرياضة وتعلمت اللغات الأجنبية، وأعجبت بدروس فن المسرح في الدورات الخاصة التابعة لمسرح الشباب. وفي نهاية عام 2002، انتقلت إلى كييف بعد أن تم اختيارها إحدى مطربات فرقة «فيا غرا» الأوكرانية. وفي عام 2008 تم اختيارها كأفضل مذيعات روسيا وفق مجلة جلامور. وفي عام 2009، حصلت على جائزة "World Fashion Awards 2009". وفي عام 2010، حازت على لقب «امرأة السنة» وفق مجلة جلامور. بعد ذلك، تم تقديم أول ألبوم شخصي لها بعنوان «الحب ينقذ العالم». وفي عام 2012، تصدرت تصنيف النساء الأكثر إثارة في روسيا، وفق مجلة مكسيم.